# Globba merrilli
Globba merrilli är en enhjärtbladig växtart som beskrevs av Henry Nicholas Ridley. Globba merrilli ingår i släktet Globba och familjen Zingiberaceae. Inga underarter finns listade i Catalogue of Life.